# La teta asustada
La teta asustada (De geschrokken tepel) is een Peruaanse dramafilm uit 2009 onder regie van Claudia Llosa. Ze won met deze film de Gouden Beer op het Filmfestival van Berlijn.

## Verhaal
Fausta lijdt aan een ziekte, die wordt overgedragen langs de moedermelk van verkrachte vrouwen in een periode van terreur. Die terreur is intussen voorbij, maar Fausta ondervindt nog steeds die angst. Wanneer haar moeder sterft, ontdekt ze dat er een aardappel in haar vagina is geplaatst om ongewenste indringers buiten te houden.

## Rolverdeling
- Magaly Solier: Fausta Isidora Huamán Chauca
- Susi Sánchez: Aída
- Efraín Solís: Noé
- Marino Ballón: Tio Lúcido
- Bárbara Lazón: Perpetua
- María del Pilar Guerrero: Máxima